# Joe Cornish
Pour les articles homonymes, voir Cornish.
Joe Cornish est un réalisateur, scénariste, acteur et présentateur radio anglais né le 20 décembre 1968 à Londres.

## Biographie
Il se fait connaître grâce à son duo Adam and Joe formé avec Adam Buxton. Ils débutent à la télévision dès 1996 dans The Adam and Joe Show diffusé sur Channel 4. Ils y réalisent divers sketches et parodies, parfois réalisées avec des jouets. Entre 2002 et 2003, il présente la chronique cinématographique Back Row sur la radio BBC Radio 4.
Ils passent ensuite à la réalisation de divers documentaire et making-of notamment autour de la série Little Britain. En 2004, il apparaît brièvement dans le film Shaun of the Dead d'Edgar Wright. En 2007, il retrouve Adam Buxton pour l'émission radiophonique Adam and Joe sur BBC 6 Music. Il apparait également dans Hot Fuzz d'Edgar Wright.
En 2011, Edgar Wright produit son premier en tant que réalisateur, Attack the Block, avec notamment Nick Frost. Le film reçoit plusieurs récompenses et de bonnes critiques. Il participe également à la réécriture, avec Edgar Wright, des Aventures de Tintin : Le Secret de La Licorne de Steven Spielberg.
Depuis 2006, il est attaché au projet d'adaptation du super-héros Ant-Man comme scénariste avec Edgar Wright comme réalisateur. Le film devait sortir en 2014. Finalement, le film Ant-Man sortira en 2015, sous la direction de Peyton Reed, Edgar Wright ayant quitté le projet pour divergence d'opinion.

## Filmographie

### Réalisateur

#### Télévision
- 1996-2001 : The Adam and Joe Show (série télévisée)
- 2004 : Making-of de Little Britain
- 2005 : Comedy Lab (série télévisée) - Saison 7, épisode 1
- 2006 : Blunder (série télévisée) - Saison 1, épisode 1

#### Cinéma
- 2011 : Attack the Block
- 2019 : Alex, le destin d'un roi (The Kid Who Would Be King)

### Scénariste
- 1996-2001 : The Adam and Joe Show (série télévisée)
- 1997 : Adam and Joe's Fourmative Years (TV)
- 1998 : Big Train (série télévisée) - Saison 1, épisodes 2 et 5
- 2001 : Adam and Joe's Wonky World of Animation (TV) de Richard Spiller
- 2001 : Adam & Joe's American Animation Adventure (TV) d'Adam Buxton
- 2003 : Adam and Joe Go Tokyo (TV) de Becky Martin
- 2011 : Attack the Block de lui-même
- 2011 : Les Aventures de Tintin : Le Secret de La Licorne (The Adventures of Tintin: Secret of the Unicorn) de Steven Spielberg
- 2015 : Ant-Man de Peyton Reed
- 2019 : Alex, le destin d'un roi (The Kid Who Would Be King) de lui-même

### Acteur
- 1996-2001 : The Adam and Joe Show (série télévisée) : lui-même
- 1997 : Adam and Joe's Fourmative Years (TV) : lui-même
- 2000 : The Low Down de Jamie Thraves : Joe
- 2001 : Adam & Joe's American Animation Adventure (TV) d'Adam Buxton : divers personnages
- 2003 : Adam and Joe Go Tokyo (TV) de Becky Martin : lui-même
- 2004 : Shaun of the Dead d'Edgar Wright : un zombie tué par les soldats (non crédité)
- 2007 : Hot Fuzz d'Edgar Wright : Bob
- 2008 : No Heroics (série télévisée) - Saison 1, épisodes 1 à 3 : Power Hour